# Портуенсе
«Портуенсе Етруска» (італ. «Associazione Sportiva Portuense») — італійський футбольний клуб з міста Портомаджоре, Емілія-Романья. Заснований у 1928 році.